# Hermine Cloeter

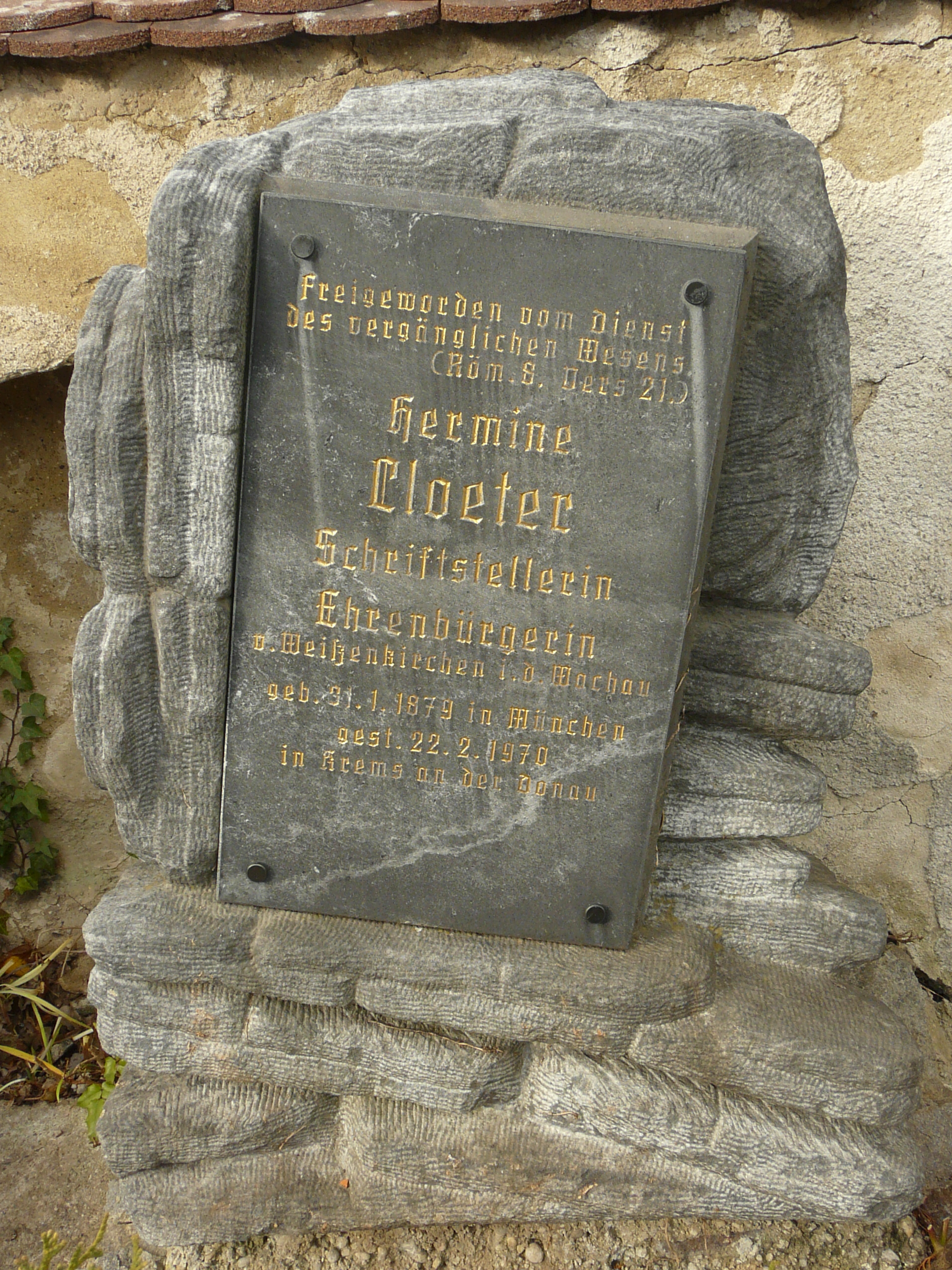
Grabstein am Friedhof Weißenkirchen

Hermine Cloeter (* 31. Januar 1879 in München; † 22. Februar 1970 in Weißenkirchen in der Wachau) war eine österreichische Schriftstellerin und Kulturhistorikerin.

## Leben
Hermine Cloeter entstammte einer alten Hugenottenfamilie und gehörte der Evangelischen Kirche H.B. in Österreich an. Sie gründete in ihrer Wahlheimat Weißenkirchen eine evangelische Predigtstelle, die jedoch nur eine kurze Lebensdauer hatte.
Ihr Vater, Samuel Gottfried Christoph Cloeter, war evangelischer Pfarrer und ein apokalyptischer Schwärmer, der eine ansehnliche Gruppe von Anhängern, die so genannten „Cloeteraner“, zur Auswanderung nach Warenburg in Sibirien angeleitet hatte. Bereits im Jahr 1880 übersiedelte die Familie nach Wien. Dort erhielt sie an verschiedenen Privatlehranstalten Unterricht in Fremdsprachen, Kunstgeschichte, Musik und Gesang und begann 1902 mit ersten schriftstellerischen Versuchen.
Von 1907 bis 1939 veröffentlichte sie Feuilletons in der Neuen Freien Presse als deren ständige Mitarbeiterin, daneben schrieb sie auch Beiträge für die Wiener Geschichtsblätter und diverse Jahrbücher. Von 1910 bis 1936 beschäftigte sich Cloeter eingehend mit Goethe, 1927 wurde sie Vorstandsmitglied des Wiener Goethe-Vereins. Sie unternahm zahlreiche Studienreisen, u. a. nach Rom, Florenz, Neapel, Paris, London und durch Deutschland.
Um 1910 besuchte sie erstmals die Wachau, wo sie später regelmäßig war und ab 1929 auch ein Haus besaß. Ihre Aufsätze über die Wachau wurden 1922 im Buch Donauromantik – Tagebuchblätter und Skizzen aus der goldenen Wachau veröffentlicht. Dieses Buch wurde 1962 in erweiterter Form nochmals aufgelegt.
Neben der Wachau befasste sie sich mit kunstgeschichtlichen Themen und ihrer Heimatstadt Wien. Für ihre Arbeiten zu Grillparzer wurde sie 1949 zum Vorstandsmitglied der Grillparzer-Gesellschaft ernannt.
Eine persönliche Freundschaft verband sie mit den Malern Maximilian Suppantschitsch und Johann Nepomuk Geller.
Ihr Nachlass wurde von ihrem Neffen und Adoptivsohn Christoph Cloeter bis zu seinem Tod im Jahre 2000 verwaltet. Seither befindet er sich bei der Österreichischen Akademie der Wissenschaften.

## Politische Einstellung
Der Zusammenbruch der Habsburger Monarchie und die darauf folgenden Veränderungen führten bei Hermine Cloeter zu tiefer Frustration, und in ihren Briefen und Tagebüchern aus dieser Zeit finden sich diesbezüglich antisemitisch geprägte Schuldzuweisungen. Das Dollfuß-Regime empfand sie als „bigott und wirtschaftlich wie politisch ineffizient“. Von den Nationalsozialisten erhoffte sie zunächst sehr viel. Sie trat zum 1. Mai 1933 der NSDAP bei (Mitgliedsnummer 1.615.626) und in den Bund deutscher Schriftsteller Österreichs ein, doch wurde ihr bald klar, dass von den Nationalsozialisten nicht viel zu erwarten war. „Sie wurde zur heftigen Kritikerin der Gleichschaltung, der Überfremdung Österreichs, der Besetzung aller wichtigen Stellen durch Deutsche“, und in ihren Tagebucheintragungen finden sich viele kritische Passagen zu „Hitlerreden, Kriegsausbruch, Nachrichten über Judenverfolgungen, Ermordung psychisch Kranker, Greuel der KZ, Exekutionen in Polen“ und dergleichen. Nach Kriegsende wurde sie der Entnazifizierung unterzogen. Ihre volle Rehabilitation erfolgte 1948.

## Tagebücher
Eine umfangreiche zeitgeschichtliche Quelle sind ihre – unveröffentlichten – Tagebücher für die Jahre 1916–1968, die von ihrem Neffen transkribiert wurden. Jeder der zusammengenommen fast 2000 Seiten umfassenden drei Bände enthält ein Personen- und Ortsregister:
Band I: 1916–1939,
Band II: 1940–1947,
Band III: 1948–11. Jänner 1968.
Darin vermerkte Cloeter u. a. ihre Eindrücke von Veranstaltungen, die sie in Wien besuchte. So nahm sie etwa am 8. Dezember 1941 erstmals an einer Veranstaltung der Evangelischen Allianz teil:

„Nachmittag hatte ich einen sehr großen Eindruck durch einen Vortrag in der sogenannten ‚Allianz’, ein christlicher Kreis, in den mich Martha eingeführt hat, im Hause der Baptisten in der Mollardgasse. Ein Herr  Köster, ein feiner philosophischer Kopf, sprach über den Propheten des alten Bundes Obadja höchst bedeutungsvoll und tiefsinnig. ... Er wies dabei auf das Typische in ihren Äußerungen hin; nicht nur an das Israelit[ische] Volk von damals in seiner besonderen Lage rede hier Gott durch die Propheten, sondern zu jedem Volk in gleicher Lage. ... Und die Parallele zu uns ist leicht zu ziehen.“

## Werk (Auswahl)

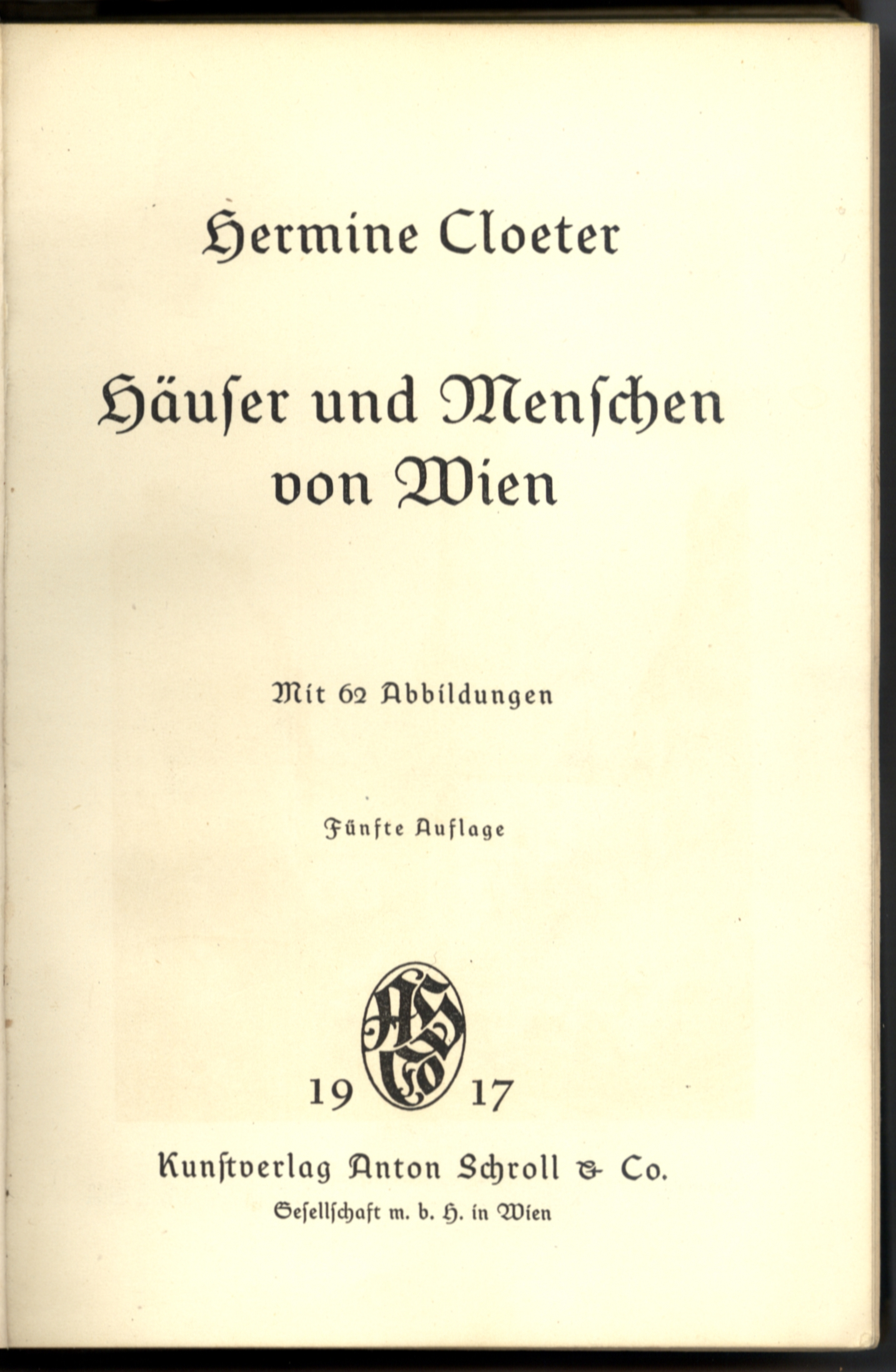
Schmutztitel Häuser und Menschen von Wien

- Häuser und Menschen von Wien. Schroll, Wien 1915. (Mehrere Neuauflagen bis 1920).
- Zwischen Gestern und Heute. Wanderungen durch Wien  und den Wienerwald. Zweite Auflage. Schroll, Wien 1911. – Volltext online.
- Die ferne Geige. Zweite Auflage. Wiener Literarische Anstalt, Wien (u. a.) 1919. – Volltext online (PDF; 1,7 MB).
- Geist und Geister aus dem alten Wien. Bilder und Gestalten. Schroll, Wien 1922. – Volltext online (PDF; 8,0 MB).
- Donauromantik. Tagebuchblätter und Skizzen aus der goldenen Wachau. Zweite Auflage. Schroll, Wien 1923. – Volltext online (PDF): Teil 1/3 (PDF; 9,2 MB), Teil 2/3 (PDF; 13,0 MB), Teil 3/3 (PDF; 14,1 MB). (Vermehrte Neuauflage: Faber, Krems an der Donau 1962).
- An der Grabstätte W. A. Mozarts. Ein Beitrag zur Mozartforschung. Deutscher Verlag für Jugend und Volk, Wien 1931. (Mehrere Neuauflagen).
- Beglücktes Wandern. Rohrer, Wien 1947.
- Johann Thomas Trattner. Ein Großunternehmer im Theresianischen Wien. 	Böhlau, Graz (u. a.) 1952.
- Verklungenes Leben. Die Geschichte einer Familie im Spiegel der Zeiten. Bibliothek familiengeschichtlicher Arbeiten, Band 28, ZDB-ID 504336-0. Degener, Neustadt an der Aisch 1960. (Neuauflage 1979).
- Wiener Gedenkblätter. Österreichische Verlagsanstalt, Wien 1966.
- Maximilian Suppantschitsch. Der Maler Dürnsteins, 1865–1953. (Gemeinsam mit Rupert Feuchtmüller). Dürnstein 1978, OBV.
- Ideale und Wirklichkeiten. Aspekte der Geschlechtergeschichte. Briefwechsel zwischen Hermine Cloeter, Emma Cloeter und Otto von Zwiedineck-Südenhorst 1893–1957. Herausgegeben von Margret Friedrich. Verlag der Österreichischen Akademie der Wissenschaften, Wien 1995, ZDB-ID 211456-2, ISBN 3-7001-2163-6.

Daneben erschienen von ihr viele Vorworte, kulturhistorische Artikel und Aufsätze, vor allem über Wien und die Wachau.

## Ehrungen
- 1919: Ebner-Eschenbach-Preis
- 1944: Ehrenmünze der Stadt Wien

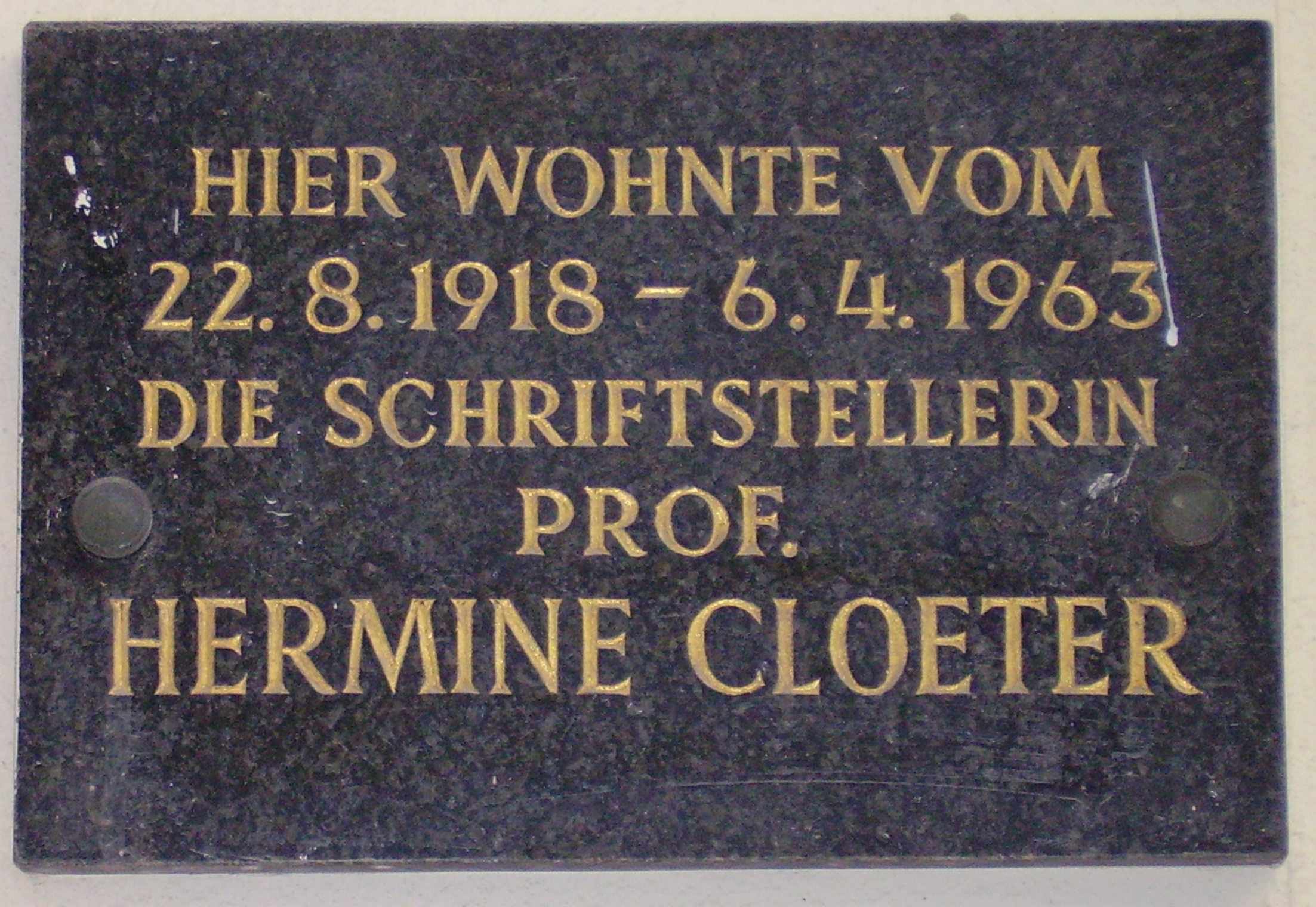
Gedenktafel am ehemaligen Wohnhaus

- 1952: Ehrenmitgliedschaft der Wiener Mozart-Gemeinde
- 1954: Berufstitel Professor
- 1958: Mozartmedaille durch die Mozartgemeinde Wien[11]

- 1958: Stifterin und
- 1959: Ehrenmitglied des Mariahilfer Heimatmuseums
- 1964: Österreichisches Ehrenkreuz für Wissenschaft und Kunst
- 1969: Ehrenmedaille der Stadt Wien in Silber
- 1976: Benennung der Hermine-Clöter-Gasse in Hadersdorf in Wien-Penzing.
- 1987: Enthüllung einer Gedenktafel an ihrem ehemaligen Wohnhaus in Wien-Wieden, Schaumburgergasse 6 (13. Mai).